# Masaya Oya
Masaya Oya (大箭将也 Oya Masaya?), más conocido como Camellia y Cametek, es un productor discográfico de Vocaloid y uno de los artistas emergentes en EDM japonés. Es un contribuidor activo y uno de los primeros ganadores en el KAC2013 Original Song Contest. Se ha vuelto uno de los principales compositores en las series de Sound Voltex, así también, es conocido por componer canciones que a menudo promedian alrededor de 200 BPM o más. Fuera de Bemani, incluso ha lanzado álbumes bajo su propio círculo, KamelCamellia (かめるかめりあKamelCamellia?). Es miembro de varias discográficas como Exit Tunes, Down Force Records y Alstroemeria Records, y su popularidad le ha permitido aparecer como invitado en varios círculos Doujin tales como HARDCORE TANO*C y Diverse System.
Masaya también toca todo tipo de instrumentos musicales, siendo un experto en piano, bajo y guitarra, además de tener una variedad de estilos musicales y contados géneros musicales. Él está muy versado en EDM, dubstep, electro, Glitch hop y trance psicodélico, pero a menudo hace trap, hardcore techno, hardstyle y speedcore. Incluso también ha compuesto denpa, a menudo colaborando e incluso lanzando algunos álbumes junto con la cantante Nanahira.
Masaya Oya también es parte de la marca beatnation Records, siendo elegido en abril de 2014, por elección de Sota Fujimori.

## Música principal
La siguiente lista muestra las canciones que fueron creadas por el mismo autor y también con los artistas que trabajó para su elaboración:

### beatmania IIDX
- beatmania IIDX 22 PENDUAL
  - ベィスドロップ・フリークス
- beatmania IIDX 23 copula
  - Glitch Nerds
  - Routing
  - 紫陽花 -AZISAI-

- beatmania IIDX 24 SINOBUZ
  - PAPAYAPA BASS
  - yamabiko (SINOBUZ Edition)

- beatmania IIDX 25 CANNON BALLERS
  - Amor De Verão

### Beat Saber
- Spin Eternally
- Final-Boss-Chan
- Tempo-Katana
- $100 Bills (Camellia's "215$-Step" Remix)

### BeatStream
- BeatStream
  - 窮猫ハ鼠ヲモ嚙メズ

- BeatStream アニムトライヴ
  - 蟲の棲む処

### DanceDanceRevolution
- DanceDanceRevolution (2014)
  - イーディーエム・ジャンパーズ

### GITADORA
- GITADORA Tri-Boost
  - ラキ☆ハピDAYS!
  - サイレンサイン

### jubeat/REFLECT BEAT
- jubeat prop
  - overcomplexification

- jubeat plus/REFLEC BEAT plus
  - Bass Weapon: LAZERFLAME
  - MEGANTO METEOR

### MÚSECA
- MÚSECA
  - {albus}

- MÚSECA 1+1/2
  - オリガミカル・スウィートラヴ

### REFLECT BEAT
- REFLEC BEAT groovin'!!
  - Chirality
  - Proluvies
  - ラブギガヘルツ

- REFLEC BEAT groovin'!! Upper
  - 男々道 -otoko PHQ remix-

- REFLEC BEAT VOLZZA
  - 神よ、ニャンコを与えたまえ!

- REFLEC BEAT VOLZZA 2
  - Brightness (Camellia's "Vividness" Remix)
  - Dualive
  - Infinity Rise (Camellia's "Inf+1" Remix)
  - You and me

- REFLEC BEAT 悠久のリフレシア
  - Towards The Horizon
  - めうめうぺったんたん！！ (割印[Breakcore] Remix)

### SOUND VOLTEX
- SOUND VOLTEX BOOTH
  - サヨナラ・ヘヴン（かめりあ's NEKOMATAelectroRMX）

- SOUND VOLTEX II -infinite infection-
  - Bangin' Burst
  - FLYING OUT TO THE SKY
  - INSECTICIDE
  - Lunatic Rough Party!!
  - werewolf howls.
  - コンベア速度 Max!? しゃいにん☆廻転ズシ"Sushi & Peace"
  - ませまてぃっく♥ま＋ま＝まじっく！

- SOUND VOLTEX III GRAVITY WARS
  - Blastix Riotz
  - Completeness Under Incompleteness
  - EMPIRE OF FLAME
  - gigadelic (かめりあ's "The TERA" RMX)
  - Ultimate Ascension
  - じゅーじゅー♥焼肉の火からフェニックス！？～再誕の†炭火焼き～
  - 混乱少女♥そふらんちゃん!!

- SOUND VOLTEX IV HEAVENLY HAVEN
  - Dyscontrolled Galaxy
  - 超☆超☆光☆速☆出☆前☆最☆速!!! スピード★スター★かなで

### Otros
- 発見！よみがえったBEMANI遺跡
  - Cleopatrysm

- ボカロ デ オドレ!! EDM×BEMANI
  - 朝色の紙飛行機

## Álbumes
Lo siguiente son álbumes que el autor creó a lo largo del tiempo:
- ハニージンジャーエール (2010)
- TRIPPERS (2011)
- mikUbiquity (2011)
- michno-sequence (2012)
- Stance on Wave (2013)
- paroxysm (2013)
- [diffraction] (2014)
- Sudden Shower (2014)
- ばーさす！ (2014, with ななひら)
- dreamless wanderer (2014)
- LOP STEP RABBITS! (2014, with ななひら)
- PLANET//SHAPER (2015)
- りぷれい！ (2015, with ななひら)
- crystallized (2015)
- INSANE INFLAME (2016)
- MEGANTO METEOR (2016)
- すりーぷ！ (2016, with ななひら)
- REALITY DISTORTION (2016, with Akira Complex)
- Camellia "Guest Tracks" SUMMARY & VIPs 01 (2017)
- INVAIDAS FROM DA JUNGLE (2017)
- GALAXY BURST (2018)
- Camellia "Remixes" SUMMARY & VIPs 02 (2018)
- Heart of Android (2019)
- 60+3+10k (2019)
- Blackmagik Blazing (2019)
- Xroniàl Xéro (2020)
- Tera I/O (2020)
- U.U.F.O. (2021)
- Ashed Wings (2023)
- REX (2024)